# Аматриче
Аматриче (итал. Amatrice) је насеље у Италији у округу Ријети, региону Лацио.
Према процени из 2011. у насељу је живело 1046 становника. Насеље се налази на надморској висини од 960 м.

## Становништво
Према резултатима пописа становништва 2011. у општини је живело 2.646 становника.
| 1931. | 1936. | 1951. | 1961. | 1971. | 1981. | 1991. | 2001. | 2011. |
| ----- | ----- | ----- | ----- | ----- | ----- | ----- | ----- | ----- |
| 7.794 | 7.419 | 6.566 | 4.918 | 3.696 | 3.336 | 3.042 | 2.807 | 2.646 |

## Партнерски градови
- Ostia Antica
- Монторио ал Вомано
- Потенца
- Асколи Пичено